# Bulbophyllum nigericum
Bulbophyllum nigericum е вид растение от семейство Орхидеи (Orchidaceae). Видът е световно застрашен, със статут Уязвим.

## Разпространение
Разпространен е в Камерун и Нигерия.